# Snellville
La ville de Snellville est le siège du comté de Gwinnett, dans l’État de Géorgie, aux États-Unis. Sa population s’élevait à 18 242 habitants lors du recensement de 2010, estimée à 19 738 habitants en 2016.

## Personnalités liées à la ville
- Ragan Smith, gymnaste artistique ;
- Jada Stevens, actrice pornographique.